# كيمبرلي تشن
كيمبرلي تشن (بالإنجليزية: Kimberley Chen)‏ هي مغنية ماليزية وأسترالية، ولدت في 23 مايو 1994 في ملبورن في أستراليا.

## وصلات خارجية
- كيمبرلي تشن على موقع ميوزك برينز (الإنجليزية)